# Украденный сон
«Укра́денный сон» — детективный полицейский роман Александры Марининой из цикла о Насте Каменской. Опубликован в 1994 году, переведён на несколько языков.

## Сюжет
Вернувшись из неудачного отпуска, майор Анастасия Каменская получает дело об убийстве Вики Ерёминой. Начальник Насти, полковник Виктор Алексеевич Гордеев, предупредил её, что в их отделе происходит утечка информации и что вне подозрений только она, Каменская. И поэтому Настя должна относиться с подозрением к тем, кого она считает друзьями. Начав расследование, Настя очень скоро понимает, что кто-то сильно не хочет, чтобы она довела это дело до конца, и всячески препятствует этому…
«„Украденный сон“ построен на истории о девушке, неожиданно услышавшей по радио собственный, мучавший её с детства кошмар.»

## Отзывы и критика
Э. Н. Герасименко рассматривает название этого романа как стилистическое средство, помогающее автору реализовать творческую задачу: «Конец текста заставляет читателя вернуться к заглавию и осознать насколько были верны его первоначальные предположения, насколько оправдались его ожидания.»

## Адаптации и переводы
Роман был экранизирован режиссёром Юрием Морозом во второй части телесериала «Каменская».
Наталья Волкова пишет, что переводы Марининой на чешский язык, в том числе «Украденный сон», переведённый Йиржи Матасом, «не имели громкого успеха».